# Grant Holt
Grant Holt (* 12. April 1981 in Carlisle) ist ein englischer Fußballspieler.

## Karriere

### AFC Rochdale
Nachdem seine Karriere in den ersten Jahren wenig erfolgreich verlaufen war, wechselte Holt in der Saison 2003/04 zum englischen Viertligisten AFC Rochdale. In der Folgesaison gelang Holt (40 Spiele/17 Tore) der Durchbruch in seinem neuen Verein, der auch dank seiner Tore einen neunten Tabellenplatz erreichte. Der Start in die Saison 2005/06 verlief für den Mittelstürmer erneut erfolgreich, indem er in 21 Spielen 14 Tore erzielte. Durch seine Treffsicherheit machte er Nottingham Forest auf sich aufmerksam, die ihn noch während der laufenden Saison am 12. Januar 2006  verpflichteten.

### Nottingham Forest
Sein neuer Verein, der noch 1979 und 1980 den Europapokal der Landesmeister gewonnen hatte, war inzwischen bis in die dritte Liga abgestiegen. Nach einem wenig erfolgreichen Start in seiner neuen Mannschaft gelang Holt (45 Spiele/14 Tore) in der Saison 2006/07 ein besseres persönliches Ergebnis. Nottingham Forest verfehlte in diesen beiden Spielzeiten die Rückkehr in die zweite Liga, dafür gelang 2007/08 durch die Vizemeisterschaft hinter Swansea City der Aufstieg in die Football League Championship. Holt konnte in dieser Saison nicht überzeugen und verbrachte am Ende der Saison anderthalb Monate auf Leihbasis beim FC Blackpool. Nach der Saison wechselte er zum Viertligisten Shrewsbury Town, bei dem Holt (46 Spiele/20 Tore) wieder in die Erfolgsspur zurückfand. Erneut wagte er den Wechsel zu einem ambitionierteren Verein und schloss sich Norwich City an.

### Norwich City
Sein neuer Verein spielte zu diesem Zeitpunkt in der drittklassigen Football League One und stieg in der Saison 2009/10 als Meister souverän in die zweite Liga auf. Holt erzielte 24 Tore in 39 Spielen und hatte damit Anteil am Aufstieg. Auch in der Folgesaison konnten sowohl der Verein als auch Holt ihren Erfolg fortsetzen. Norwich City wurde in der Saison 2010/11 Vizemeister hinter den Queens Park Rangers und stieg damit nach sechs Jahren Abstinenz wieder in die Premier League auf. Holt war mit 21 Treffern in 45 Spielen erneut bester Torschütze seiner Mannschaft und wurde gemeinsam mit seinem Mitspieler Wes Hoolahan in das PFA Team of the Year der zweiten englischen Liga gewählt. In der Saison 2011/12 stellte Holt seine Torjägerqualitäten auch in der Premier League unter Beweis: Er erzielte in 36 Spielen 15 Tore und verhalf seiner Mannschaft frühzeitig zum Klassenerhalt.

### Wigan Athletic
Zur Saison 2013/14 wechselte er zum Premier-League-Absteiger Wigan Athletic und unterschrieb dort einen Vertrag bis 2016. In der Winterpause der gleichen Saison lieh ihn Erstligist Aston Villa bis zum Sommer aus. Damit reagierte Villa auf die schwere Verletzung von Libor Kozák; Holt arbeitet bei Aston Villa mit seinem alten Trainer Paul Lambert zusammen, unter dem er bereits für Norwich City gespielt hatte.

## Erfolge
- 2007/08: Aufstieg in die zweite Liga (mit Nottingham Forest)
- 2009/10: Meister in der Football League One (mit Norwich City)
- 2010/11: Aufstieg in die Premier League (mit Norwich City)